# Jean-François Marmontel
Jean-François Marmontel (ur. 11 lipca 1723 w Bort-les-Orgues, zm. 31 grudnia 1799 w Saint-Aubin-sur-Gaillon) – francuski pisarz, historyk i filozof polityki, członek ruchu encyklopedystów.

## Dramaturg i poeta
Urodził się w biednej rodzinie w Bort-les-Orgues, w Corrèze. Całą jego rodzina zabrała (przez lata) gruźlica. Po studiach u jezuitów w Mauriac, Cantal, uczył w ich kolegium w Clermont i Tuluzie. W roku 1745, licząc na pomoc Voltaire’a i idąc za jego radą, przeprowadził się do Paryża, by spróbować zmierzyć się z losem pisarza. W latach 1748–1753 napisał wiele tragedii (Denys le Tyran (1748); Aristomene (1749); Cleopâtre (1750); Heraclides (1752); Egyptus (1753)). Choć osiągnęły one jedynie umiarkowany sukces, wyrobiły Marmontelowi dobrą reputację.

## Encyklopedystai meloman
Marmontel był teoretykiem literatury, o której napisał szereg artykułów do Wielkiej encyklopedii francuskiej. W późniejszym okresie zamarzył o dostosowaniu języka francuskiego do melodii włoskiej opery, dlatego w sporze jaki toczył się od lat wówczas we Francji między zwolennikami muzyki preklasycystycznej (tworzonej przez Glucka) a zwolennikami przedstawicieli tradycyjnej barokowej opery neapolitańskiej (takie opery wystawiał w Paryżu wówczas Niccolò Piccinni), poparł piccinnistów. Sam napisał kilka oper komicznych, z których najlepsze to: Sylvain (1770) i Zémire et Azore (1771). Do muzyki Piccinniego stworzył zaś dwie sztuki: Didon (1783) i Penelope (1785).

## Pisarz polityczny
W roku 1758 objęła go swym patronatem Madame de Pompadour. Marmontel przejął wówczas redakcję gazety Mercure de France, w której zamieszczał swe powiastki moralne (contes moraux). Jego styl i ton był łagodniejszy niż np. Diderota, więc nie narażał się na wielkie ataki. W roku 1763 przyjęto go do Académie française. Przez pewien czas cieszył się również patronatem Madame Geoffrin, opiekunki filozofów.
W roku 1767 wydał powieść filozoficzną Belizariusz (Bélisaire),  popularną również w ówczesnej Polsce. Zarówno we Francji, jak i w Polsce dostępna była cała powieść (w 16 rozdziałach) z wyjątkiem rozdziału XV, w którym autor głosił potrzebę tolerancji religijnej, co potępił Uniwersytet Paryski. Powołując się na postać bizantyjskiego wodza Belizariusza, Marmontel udziela tam królowi rad jak rządzić. Dzieło to czytał i docenił również Stanisław August Poniatowski. Ponownie problem tolerancji poruszył Marmontel w Inkasach (Les Incas) z roku 1778 (polskie wydania: 1781, 1794, 1801). Jej entuzjastą był Adam Mickiewicz.

## Historiograf
W roku 1771 Marmontela mianowano królewskim historiografem, w 1783 roku sekretarzem Akademii Francuskiej, zaś w roku 1786 profesorem historii w Lycée. Jako historiograf był autorem Historii Regencji (1788), dotyczącej lat rządów Filipa II księcia Orleanu jako regenta Francji (1715–1723) – okresu w tych czasach dość słabo znanego.
Marmontel należał do loży masońskiej Les Neuf Sœurs – centrum proamerykańskiej opinii publicznej popierającej powstanie Washingtona przeciwko Brytyjczykom.

## Rewolucja i ruina
Rewolucja, przed którą pisarz schronił się na prowincji, pozbawiła go wszystkich stanowisk i pensji. Żył z rodziną w nędzy w wiosce Abloville w departamencie Eure. Tam napisał swoje "Pamiętniki ojca" (Memoires d’un pere – 4 tomy, wydane w 1804), zawierające ciekawe informacje o takich osobach jak Jean Baptiste Massillon czy Honoré Mirabeau.